# Munktells Typ 25
Munktells Typ 25 var en traktor tillverkad 1934-1938 av Bolinder-Munktell i Eskilstuna. Det var den första nya traktormodellen sedan motordelen av Bolinders slogs samman med Munktells Mekaniska Verkstad 1932 och den ersatte Munktells Typ 22. Motorn, som var märkt Bolinder, var tvåcylindrig tvåtakts tändkulemotor med en maximal effekt på 32 hk. Namnet Typ 25 kom av att motorn ansågs ge 25 hk vid "normal belastning". Efter 1 314 tillverkade exemplar ersattes modellen 1938 av den snarlika Bolinder-Munktell BM 2.

## Tekniska data Munktells Typ 25
Motor:
- Beteckning: Bolinder W 5
- Typ: Tvåcylindrig tvåtakts tändkulemotor med sidoinsprutning
- Bränsle: Råolja (diesel)
- Cylindervolym: 5,3 l
- Max effekt: 32 hk

Transmission:
- Växlar: 4 fram, 1 back
- Drivning: Bakhjulsdrift

Produktion
- Tillverkningsår: 1934-1938
- Antal tillverkade: 1 314